# Bruce-Ouest
Pour les articles homonymes, voir Bruce.
Bruce-Ouest fut une circonscription électorale fédérale de l'Ontario, représentée de 1882 à 1904.
La circonscription de Bruce-Ouest a été créée en 1882 avec des parties de Bruce-Nord et de Bruce-Sud, ce qui permit de créer également Bruce-Est. Abolie en 1903, elle fut redistribuée parmi Bruce-Nord et Bruce-Sud.

## Géographie
En 1867, la circonscription de Bruce-Est comprenait:
- Les cantons de Saugeen, Bruce, Kincardine, Huron et Kinloss
- La ville de Kincardine
- Les villages de Tiverton et de Lucknow

## Députés
1. 1882-1887 — James Somerville, PLC
2. 1887-1887 — Edward Blake, PLC
3. 1887-1896 — James Rowland, PLC
4. 1896-1904 — John Tolmie, PLc

- PLC = Parti libéral du Canada